# Кангарский союз
Кангарский союз — тюркское государство на территории Казахстана, кроме Семиречья и Мангистау. Кангары — раннесредневековые представители племени канглы, которые входят сейчас в состав казахов, башкир, ногайцев, киргизов, узбеков и каракалпаков. Западная ветвь кангар после поражения от половцев влилась в венгерский народ. Ставка союза находилась в горах Улытау.

## Образование союза
Некоторые востоковеды (Маркварт, Толстов, Кляшторный) напрямую связывали кангар с канглы; а также с доминировавшими ранее в регионе кангюями (вероятнее всего, индоевропейцами). С. М. Ахинжанов предположил, что кипчаки просто приняли название канглы после захвата региона Кан.
После захвата Семиречья Империей Тан кангары стали самостоятельными. У них даже получилось захватить у Китая южную часть современного Казахстана и присырдарьинские города. Эти города имели статус автономии. Вассалами кангар стали огузы в южном Казахстане, кимаки в долине Иртыша, куманы в Мугоджарах и кыпчаки в северном Казахстане.
В конце VII века присырдарьинские города восстали и заключили союз с Согдийским государством. Восстание почти победило, когда с юга на Согдиану напал Арабский халифат. Восстание было подавлено, однако автономия в городах кангарами была сохранена.

## Падение союза
В начале VIII века из союза вышли огузы и город Ташкент. Арабы совершают набеги на Сыгнак, Дженд, Яссы и другие кангарские города.
Когда арабы захватили Согд, они напали на кангарские города на Сырдарье. Арабы захватили Южный Казахстан, а огузы захватили остальные присырдаринские города. Огузы заключают союз с кимаками. Кангарский союз прекратил существование. Западная ветвь кангар (печенеги) захватили бывшие земли Хазарского каганата и создали там своё государство.